# Capital décès au Maroc
Au Maroc, le capital décès est une indemnité versée par le ministère des finances au profit des ayants droit des fonctionnaires décédés qui leur permet de faire face aux frais immédiats entraînés par la mort,.